# Liste der Baudenkmäler im Nürnberger Stadtteil Gärten hinter der Veste
Dies ist eine Teilliste der Liste der Baudenkmäler in Nürnberg. Sie enthält die in der Bayerischen Denkmalliste ausgewiesenen Baudenkmäler in dem Gebiet der kreisfreien Stadt Nürnberg in Bayern, das als Gärten hinter der Veste bezeichnet wird. Grundlage ist die Bayerische Denkmalliste, die auf Basis des bayerischen Denkmalschutzgesetzes vom 1. Oktober 1973 erstmals erstellt wurde und seither durch das Bayerische Landesamt für Denkmalpflege geführt und aktualisiert wird. Die folgenden Angaben ersetzen nicht die rechtsverbindliche Auskunft der Denkmalschutzbehörde.
Diese Teilliste enthält Objekte aus folgenden statistischen Stadtteilen und deren statistischen Distrikten:
- 00 Engere Innenstadt: 08 Pirckheimerstraße
- 02 Weiterer Innenstadtgürtel West/Nord/Ost: 25 Uhlandstraße, 26 Maxfeld

## Ensemble
| Lage       | Objekt                           | Beschreibung | Akten-Nr.     | Bild |
| ---------- | -------------------------------- | --- | ------------- | ---- |
| (Standort) | Ensemble Gärten hinter der Veste | Das Ensemble Gärten hinter der Veste ist ein Teil des nördlich an die Stadtmauer grenzenden Gebietes, in dem bis zum frühen 19. Jahrhundert nur sogenannte Gartenanwesen zu finden waren. Es wurde in den ersten Jahren der bayerischen Zeit ein eigener Steuerdistrikt und 1818 Ruralgemeinde, die aber schon 1824/25 als Teil des Burgfriedens endgültig zur Stadt kam. Das Ensemble umfasst das größte zusammenhängend erhaltene Stadterweiterungsgebiet, das, zu Anfang des 20. Jahrhunderts, nördlich der (mittleren) Pirckheimerstraße ausgebaut wurde. Die Pirckheimerstraße, vorher bereits bestehende Basis des Viertels, ist die im ausgehenden 19. Jahrhundert durchgeführte nördliche Tangentialstraße der Altstadt und Gegenstück der Landwehrstraße im Süden. Ihr Verlauf macht bis heute noch anschaulich, dass Stadtplanung mit Baulinienplänen nicht ohne Hindernisse möglich war: Die seit den Siebziger Jahren geplante Straßenverbindung konnte erst 1898 abgeschlossen werden. Einzelne Grundstückseigentümer konnten regelmäßige Planungen verhindern, einzelne Unternehmer konnten aber auch geschlossene Straßenbebauungen durchsetzen. Von dem Viertel gibt es zwar einen Zugang zur Altstadt über das Maxtor, aber auch hier konnte die konsequente Planung des gründerzeitlichen Städtebaus, mit einem Burgbergtunnel eine direkte, verbesserte Verbindung herzustellen, nicht geschaffen werden. Die Planung wurde solange von Eigentümerwiderständen verzögert, bis eine derartige Lösung aus städtebaulichen und denkmalpflegerischen Gesichtspunkten ohnehin nicht mehr wünschenswert war. Das Stadtviertel lässt den Versuch einer rastermäßig angelegten Straßenplanung mit rechtwinklig von der Pirckheimerstraße abzweigenden Nebenstraßen erkennen. Doch verweisen auch hier die Unregelmäßigkeiten darauf, dass die regelmäßige Baulinienplanung wegen historischer Vorgegebenheiten nicht ohne Weiteres durchsetzbar war und im ersten Jahrzehnt des 20. Jahrhunderts solche Unregelmäßigkeiten als gestalterische Motive bereits Anerkennung gefunden hatten. Da aufgrund der stadtplanerisch-stadtgeschichtlichen Voraussetzungen vor allem die Ost-West-Altstadtumgehung notwendig war, sind die Nord-Süd-Straßen vielfach mehr oder weniger lange Straßenzüge ohne Anbindung für den Durchgangsverkehr. So sind die im Ensemble einbezogenen Straßen Kreling- und Hastverstraße zu vornehmen Wohnstraßen ausgebildet. Im Straßenabschnitt der Krelingstraße zwischen Pirckheimer- und Meuchelstraße ist an der Westseite eine stattliche Jugendstilmietshäusergruppe der Zeit um 1905–1909 erhalten. Die Häuser mit Vorgärten boten herrschaftliche Wohnungen für gehobene Ansprüche. Ganz ähnlich war die kurze parallele Hastverstraße ausgebildet, die eine besonders ruhige Wohnstraße mit einigen Jugendstilmietshäusern der Zeit um 1905 und Vorgärten ist. Die Straße hat in hohem Maße das geschlossene Bild einer vornehmen Wohnstraße des früheren 20. Jahrhunderts bewahrt. Städtebaulichen Bezug erhielt die Hastverstraße in dem konkav eingezogenen Ehrenhof der Oberfinanzdirektion, einem Monumentalbau, der 1924/26 in das Viertel zwischen Meuschelstraße und Schweppermannstraße eingefügt wurde. Als barockisierender Putzbau passt sich der Baukomplex hervorragend in das herrschaftliche Wohnviertel ein. Das Gebäude bildet auch eine Ecke der Kreuzung Muschelstraße und Krelingstraße, die mit jeweils prägnant ausgebildeten Eckhäusern in Neurenaissance bzw. reichem Jugendstil einen weiteren städtebaulichen Kristallisationspunkt bilden. Die Bebauung der Meuschelstraße weist besonders in ihrem hieran westlich anschließenden Teil reich gestaltete Jugendstilmietshäuser der Zeit um 1905 auf, die zu den besten und interessantesten Nürnbergs zählen. Gerade diese teilweise reich und phantastisch ausgebildete Jugendstilhausbebauung an der Meuchelstraße, Krelingstraße, Kaulbachstraße (südlich der Schweppermannstraße) und auch der Hastverstraße geben die zeitgeschichtlich stilistische Charakteristik des Viertels ab. Diese Bebauung des ersten Jahrzehnts des 20. Jahrhunderts wird in vereinfachter, aber adäquater Weise bis zum Ersten Weltkrieg fortgeschrieben. Diese jüngeren Bauten finden sich vor allem im nördlichen Teil des Ensembles, wo Diagonalstraßen zu Unregelmäßigkeiten führen, die etwa für die Schaffung des Kaulbachplatzes gemäß den Prinzipien einer auf Abwechslung bedachten Stadtplanung ausgenutzt wurden. Der Kaulbachplatz ist eine an der spitzwinkligen Straßenkreuzung Kaulbachstraße-Schweppermannstraße angelegte Platzausbuchtung mit sukzessive erfolgter, unregelmäßiger Umbauung. Die geschlossene Mietshausreihe zeigt eine einheitliche Gestaltung und wurde von 1912 bis 1915 errichtet; je später errichtet desto schlichter und reduzierter werden die Anklänge an die Jugendstilformen. Die nach Nordosten anschließende Kaulbachstraße ist in gleicher Weise gebaut. Die Kobergerstraße ist die nördliche Grenze dieses Stadtentwicklungsgebiets des späten 19. bzw. frühen 20. Jahrhunderts. Sie durchquert den ungefähr quadratischen Kobergerplatz, von dem aus die nach Südosten und Südwesten führenden Diagonalstraßen das Viertel durchschneiden. Während die Kobergerstraße noch renaissancemäßige Bebauung der Jahrhundertwende zeigt, ist der Platz, der nur an seiner Südhälfte architektonisch gefasst ist, mit verputzten Mietshäusern in Jugendstilformen der Zeit um 1906 bebaut. | E-5-64-000-12 | BW   |

## Baudenkmäler

### Pirckheimerstraße
| Lage                                                 | Objekt | Beschreibung | Akten-Nr.                | Bild           |
| ---------------------------------------------------- | --- | --- | ------------------------ | -------------- |
| Bucher Straße 10 (Standort)                          | Mietshaus | Viergeschossiges zweiflügeliges Eckhaus mit Sattel- und Halbwalmdach, Volutenzwerchgiebeln, hölzernen Giebeldacherkern mit Spitzhelmen und Fachwerk-Schleppgauben, stattlicher Ziegelbau mit Sandsteinfassaden, polygonalem Eckerker mit Haubendach und zwei Flacherkern, mit reichem Neurenaissance-Dekor, Ende 19. Jahrhundert                                                                                              | D-5-64-000-275 Wikidata  | weitere Bilder |
| Bucher Straße 14 (Standort)                          | Mietshaus | Viergeschossiger Traufseitbau mit Mansarddach, Sandstein-Giebeldacherker und hölzernen Giebeldacherkern, Sandsteinquaderbau mit reichem Neubarock-Dekor, Erker mit Balkonbrüstung, bezeichnet „1900“ | D-5-64-000-276 Wikidata  | weitere Bilder |
| Bucher Straße 18 (Standort)                          | Mietshaus | Dreigeschossiges breit gelagertes Eckhaus mit Satteldach, Mittelrisalit mit Zwerchgiebel und Giebeldachgauben, Sandsteinquaderbau mit reicher spätklassizistischer Ornamentierung, 1875, Erdgeschossfassade durch modernen Ladeneinbau zum Teil überformt | D-5-64-000-278 Wikidata  | weitere Bilder |
| Bucher Straße 18 (Standort)                          | Einfriedung: | Sandstein-Torpfeiler und Eisengitterzaun, um 1875 | D-5-64-000-278 Wikidata  | weitere Bilder |
| Bucher Straße 24 (Standort)                          | Mietshaus | Dreigeschossiger Traufseitbau mit Mansarddach, Giebeldacherker und Dachgauben mit Pyramidendach, Sichtziegelbau mit Erdgeschossfassade aus Sandstein, reicher Werksteingliederung und Neurenaissancedekor, rückseitig teilweise Fassadenaufstockung, um 1890, Ladeneinbau modern | D-5-64-000-281 Wikidata  | weitere Bilder |
| Bucher Straße 30 (Standort)                          | Ehemalige Generalkommandantur: ehemaliges Dienstwohngebäude für den Kommandierenden General des III. Armeekorps | Spätjugendstil, 1907/08 von Gottfried Kurz, villenartige dreigeschossige Bauanlage mit Walmdächern und Walmdachgauben, verputzter Massivbau mit Sandsteinerkern und rustiziertem Sandstein-Erdgeschoss im südlichen Gebäudeteil | D-5-64-000-282 Wikidata  | weitere Bilder |
| Pirckheimerstraße 5 (Standort)                       | Ehemalige Generalkommandantur: ehemaliges Wirtschaftsgebäude                                                    | Zweigeschossige Vierflügelanlage mit Walm- und Krüppelwalmdächern und Schleppgauben, verputzter Massivbau mit Fachwerkelementen | D-5-64-000-282 Wikidata  | weitere Bilder |
| Bucher Straße 28 (Standort)                          | Ehemalige Generalkommandantur: ehemaliges Wachhaus                                                              | Eingeschossiger verputzter Walmdachbau mit Sandsteinelementen | D-5-64-000-282 Wikidata  | weitere Bilder |
| Bucher Straße 28, 30, Pirckheimerstraße 5 (Standort) | Ehemalige Generalkommandantur: Einfriedung                                                                      | Verputzte Mauerabschnitte und Mauerpfeiler mit Eisengitterzaun, Sandsteintorpfeilern und zweiflügeligen Eisentoren | D-5-64-000-282 Wikidata  | weitere Bilder |
| Friedrichstraße 12 (Standort)                        | Mietshaus | Viergeschossiger zweiflügeliger Traufseitbau mit Satteldach und Zwerchgiebel, Massivbau aus Sandsteinquadern und Ziegelmauerwerk, Sandsteinerker, rückseitig polygonaler Treppenturm mit Walmdach, im Neu-Nürnberger-Stil, um 1890/1900 | D-5-64-000-513 Wikidata  | weitere Bilder |
| Krelingstraße 31 (Standort)                          | Mietshaus | Vier- bis fünfgeschossiges Eckhaus mit Walmdach, Zwerchgiebeln, hölzernen Dacherkern und Schleppgauben, Sichtziegelmauerwerk, Erdgeschoss und Fenstergewände Sandstein, Sandstein-Eckerker mit Haubendach, Neurenaissance-Dekor im Neu-Nürnberger-Stil, um 1890 | D-5-64-000-1129 Wikidata | weitere Bilder |
| Krelingstraße 33 (Standort)                          | Mietshaus | Fünfgeschossiger zweiflügeliger Kopfbau mit Walmdach und Zwerchgiebeln, Massivbau mit reichem Jugendstildekor, weitgehend verputzt, Straßenfassade mit Erkern zum Teil Sandsteinquadermauerwerk, um 1905/06 | D-5-64-000-1130 Wikidata | weitere Bilder |
| Krelingstraße 35 (Standort)                          | Mietshaus | Fünfgeschossiger zweiflügeliger Traufseitbau mit Satteldach und Zwerchgiebel, Massivbau mit reichem Jugendstildekor, Straßenfassade zum Teil Sandsteinquadermauerwerk, risalitartiger Erker, um 1905/06 | D-5-64-000-1131 Wikidata | weitere Bilder |
| Krelingstraße 37 (Standort)                          | Mietshaus | Fünfgeschossiger zweiflügeliger Traufseitbau mit Satteldach, Massivbau mit reichem Spätjugendstildekor, Straßenfassade zum Teil Sandsteinquadermauerwerk, Mittelrisalit mit Walmdach, um 1908 | D-5-64-000-1132 Wikidata | weitere Bilder |
| Krelingstraße 37 a (Standort)                        | Mietshaus | Fünfgeschossiger zweiflügeliger Traufseitbau mit Walmdach und Zwerchgiebel, Massivbau mit reichem Spätjugendstildekor, Straßenfassade zum Teil Sandsteinquadermauerwerk, risalitartiger Mittelerker, um 1908 | D-5-64-000-1133 Wikidata | weitere Bilder |
| Krelingstraße 41 (Standort)                          | Mietshaus | Viergeschossiges Eckhaus mit Mansardhalbwalmdach und Schleppgauben, Mittelrisalit mit Zwerchgiebel, Erker mit Balkonbrüstung und Eckerker mit Zeltdach, Sandsteinquaderbau mit Neurenaissance-Dekor, bezeichnet „1900“ | D-5-64-000-1134 Wikidata | weitere Bilder |
| Krelingstraße 41 (Standort)                          | Vorgarten-Einfriedung                                                                                           | Eisengitterzaun, wohl um 1900 | D-5-64-000-1134 Wikidata | BW             |
| Krelingstraße 44 (Standort)                          | Mietshaus | Fünfgeschossiges Eckhaus mit Walmdach und Giebeldachgauben, Eckrisalit mit Zwerchgiebel, turmartige erhöhter Eckerker mit Haubendach, Erd- und erstes Obergeschoss aus Sandsteinquadern, im Übrigen verputzt, mit Jugendstildekor, um 1908/09 | D-5-64-000-1136 Wikidata | weitere Bilder |
| Krelingstraße 44 (Standort)                          | Vorgarteneinfriedung                                                                                            | Massivpfeiler und Eisengitterzaun, zweiflügeliges Zugangstor, wohl um 1908/09 | D-5-64-000-1136          | BW             |
| Labenwolfstraße 10 (Standort)                        | Labenwolf-Gymnasium (Altbau)                                                                                    | dreigeschossige Dreiflügelanlage, Kopfbau mit Satteldach und Schleppgauben, Sandsteinquaderbau mit Mittelrisalit mit Volutenzwerchgiebeln und zwei polygonalen Treppentürmen mit Zeltdächern, rückwärtige Flügelbauten mit Walmdächern und Schleppgauben, Sichtziegelbauten mit Sockel, Eckrustika und Fenstergewänden aus Sandstein, im Stil der Nürnberger Renaissance um 1600, 1896–1898 nach Plänen von Heinrich Wallraff | D-5-64-000-1158 Wikidata | weitere Bilder |
| Labenwolfstraße 10 (Standort)                        | Einfriedung | als Sparmauer aus Sichtziegelmauerwerk, wohl um 1898 | D-5-64-000-1158          | BW             |
| Maxtorgraben 33 (Standort)                           | Mietshaus | viergeschossiger Kopfbau mit Satteldach und Mittelrisalit mit Neurenaissance-Zwerchgiebel, straßenseitige Fassade aus Sandsteinquadern, im Übrigen zum Teil verputzter Ziegelbau, Sandstein-Eckerker mit Spitzhelm, Bodenerker mit Balkonbrüstung, im Neu-Nürnberger Stil, um 1895, Dachgauben modern | D-5-64-000-1297 Wikidata | weitere Bilder |
| Meuschelstraße 14 (Standort)                         | Mietshaus | fünfgeschossiges zweiflügeliges Eckhaus mit Satteldach und Zwerchgiebeln, Erdgeschoss und Fenstergewände aus Sandsteinquadern, Obergeschosse verputzt, Sandstein-Erker und Sandstein-Eckerker mit Welscher Haube, mit Jugendstildekor, um 1906 | D-5-64-000-1307 Wikidata | weitere Bilder |
| Meuschelstraße 16 (Standort)                         | Mietshaus | fünfgeschossiger Traufseitbau mit Satteldach, Zwerchgiebel und Schleppgauben, Erd- und erstes Obergeschoss in Sandsteinquadermauerwerk, im Übrigen verputzt, Sandstein-Erker, mit Jugendstildekor, um 1906 | D-5-64-000-1308 Wikidata | weitere Bilder |
| Meuschelstraße 18 (Standort)                         | Mietshaus | fünfgeschossiger Traufseitbau mit Satteldach, Zwerchgiebel und Schleppgauben, Sandsteinquaderbau mit Mittelerker und Jugendstildekor, um 1906 | D-5-64-000-1309 Wikidata | weitere Bilder |
| Meuschelstraße 20 (Standort)                         | Mietshaus | viergeschossiger Traufseitbau mit Satteldach, mittlerem Sandstein-Dacherker und Giebelgauben, Sandsteinquaderbau mit Mittelerker und Neurenaissance-Dekor, um 1900 | D-5-64-000-1310 Wikidata | weitere Bilder |
| Meuschelstraße 30 (Standort)                         | Mietshaus | fünfgeschossiger Traufseitbau mit Satteldach, Ziergiebel und Walmdachgauben, Sandsteinquaderbau mit zwei Erkern und Jugendstildekor, rückwärtig Seitenflügel mit Pultdach, um 1908, Erdgeschossfassade durch modernen Ladeneinbau verändert | D-5-64-000-1315 Wikidata | weitere Bilder |
| Meuschelstraße 34 (Standort)                         | Mietshaus | stattliches fünfgeschossiges Eckhaus mit Satteldach und Ziergiebeln, Massivbau (zum Teil Sandsteinquadermauerwerk, zum Teil verputzt), Erker mit Balkonbrüstungen und zwischenliegenden Balkonen, üppiger Jugendstildekor, gegen 1910 | D-5-64-000-1317 Wikidata | weitere Bilder |
| Meuschelstraße 34 (Standort)                         | Vorgarteneinfriedung                                                                                            | mit verputzten Massivpfeiler und Mauerabschnitten, Eisengitterzaun, gegen 1910 | D-5-64-000-1317 Wikidata | weitere Bilder |
| Meuschelstraße 38 (Standort)                         | Mietshaus | stattliches Eckhaus mit Satteldach, Zwerchgiebel und Giebelgauben, Massivbau (zum Teil Sandsteinquader, zum Teil Sichtziegel, zum Teil verputzt), Eckrisalit mit Zwerchgiebel, Boden-Eckerker mit Balkonbrüstung, Sandsteinerker und drei Eisenbalkone, reicher Jugendstildekor, um 1905 | D-5-64-000-1319 Wikidata | weitere Bilder |
| Meuschelstraße 38 (Standort)                         | Vorgarteneinfriedung                                                                                            | durch Eisenzaun in Jugendstilformen, um 1905 | D-5-64-000-1319 Wikidata | weitere Bilder |
| Pilotystraße 7 (Standort)                            | Villa | Zweigeschossiger freistehender Bau mit abgewalmtem Satteldach, verputzter Massivbau, hölzerne Dacherker mit Spitzhelm, mit Ritterfigur, eingeschossiger flachgedeckter Vorbau mit Erker, im Neu-Nürnberger-Stil, um 1890 von Ludwig Schmitz als eigenes Wohnhaus errichtet | D-5-64-000-1542 Wikidata | weitere Bilder |
| Pilotystraße 7                                       | Garten | groß, mit Sandsteinfiguren des 18. Jahrhunderts | D-5-64-000-1542          | BW             |
| Pilotystraße 13 (Standort)                           | Villa | Zweigeschossiger neubarocker Bau mit Walmdach und großen Giebeldacherkern, verputzter Massivbau mit Holzerkern und Kolossalpilastergliederung, bezeichnet „1912/13“ | D-5-64-000-1543          | weitere Bilder |
| Pilotystraße 13, im Garten (Standort)                | Säulenpavillon                                                                                                  | neubarock, gleichzeitig | D-5-64-000-1543          | BW             |
| Pilotystraße 13, im Garten (Standort)                | Brunnen | gleichzeitig | D-5-64-000-1543          | BW             |
| Pilotystraße 19 (Standort)                           | Wohnhaus | Dreigeschossiger Kopfbau mit Walmdach und Giebeldachgauben, verputzter spätklassizistischer Massivbau, Kolossalpilastergliederung aus Sandstein, um 1860, um 1915/20 bereichert | D-5-64-000-1544 Wikidata | weitere Bilder |
| Pilotystraße 21 (Standort)                           | Wohnhaus | Dreigeschossiges Eckhaus mit Walmdach, Ziergiebel und Giebeldachgauben, verputzter spätklassizistischer Massivbau, Kolossalpilastergliederung aus Sandstein, um 1860 | D-5-64-000-1545 Wikidata | weitere Bilder |
| Pilotystraße 27 a (Standort)                         | Dienstbotenwohnhaus einer Villa                                                                                 | Zweigeschossiger freistehender Bau mit Satteldach und Zwerchgiebel, Dachgauben und Dachreiter mit Zeltdach, Sichtziegelmauerwerk, zum Teil mit Fachwerkvorblendung, Balkonvorbau über die gesamte Gebäudelänge, rückseitig polygonaler Turmanbau, um 1900 | D-5-64-000-1546 Wikidata | weitere Bilder |
| Pirckheimerstraße 9 (Standort)                       | Villa | Neubarocker zweigeschossiger Bau mit Mansardwalmdach, Zwerchgiebeln und Giebeldacherkern, verputzter Massivbau mit Sandsteinelementen, Mittelrisalit mit Mansardwalmdach und Neurokokodekor, hölzerner Türmchenaufsatz mit Haubendach, 1902 von Peter Rückert | D-5-64-000-1549 Wikidata | weitere Bilder |
| Pirckheimerstraße 9 (Standort)                       | Neubarocke Gartenmauer                                                                                          | zum Teil verputzter Sandsteinquaderbau, um 1902 | D-5-64-000-1549 Wikidata | weitere Bilder |
| Pirckheimerstraße 9 a (Standort)                     | Ehemaliges Dienstbotenhaus                                                                                      | Neubarocker eingeschossiger Sandsteinquaderbau mit Mansardwalmdach und Giebeldacherkern, 1902 | D-5-64-000-1549 Wikidata | BW             |
| Pirckheimerstraße 11, 13, 15 (Standort)              | Brunnen | halbrunde Brunnenschalen vor halbrunder Schauwand, darauf Skulptur zweier Kinder mit Fisch, Naturstein, Philipp Kittler, 1910; zugehörig zwei Sitzbänke mit Rechteckpfeilern. | D-5-64-000-4870          | BW             |
| Pirckheimerstraße 14 (Standort)                      | Villa | Neubarocker zweigeschossiger Bau mit Mansardwalmdach und Schleppgauben, Mittelrisalit mit Satteldach und rundem eingeschossigem Balkonerker aus Sandsteinquadern, verputzter Massivbau mit Sandsteinelementen, um 1900 | D-5-64-000-1550 Wikidata | weitere Bilder |
| Pirckheimerstraße 16 (Standort)                      | Villa | Freistehender, zweigeschossiger Sandsteinquaderbau mit Satteldach, kräftigem Seitenrisalit und Ornamentgiebeln, Freitreppe, rückseitig polygonaler Treppenturm mit Haubendach, im Stil der Deutschen Renaissance, 1889 | D-5-64-000-1551 Wikidata | weitere Bilder |
| Pirckheimerstraße 16 (Standort)                      | Einfriedung | Sandsteinpfeiler mit Eisengittern, um 1890 | D-5-64-000-1551 Wikidata | weitere Bilder |
| Pirckheimerstraße 18 (Standort)                      | Wohnhaus | Dreigeschossiger Kopfbau mit Walmdach, verputzter Massivbau mit Lisenengliederung aus Sandstein, spätklassizistisch, um 1860/70 | D-5-64-000-1552 Wikidata | weitere Bilder |
| Pirckheimerstraße 28 (Standort)                      | Villa | Zweigeschossiger barockisierender Bau mit Walmdach und Giebeldacherkern, verputzter Massivbau mit Lisenengliederung, bezeichnet „1923“ | D-5-64-000-1553 Wikidata | weitere Bilder |
| Pirckheimerstraße 30 (Standort)                      | Villa | Zweigeschossiger Bau mit Walmdach und Giebeldacherkern, verputzter Massivbau, sachlich orientierter Expressionismus, bezeichnet „1927“ | D-5-64-000-1554 Wikidata | weitere Bilder |
| Pirckheimerstraße 31, 33 (Standort)                  | Mietshausgruppe                                                                                                 | Zwei viergeschossige zweiflügelige Eckbauten mit Mansardwalmdach, Zwerchgiebeln und Dacherkern mit Spitzhelm, zwei viergeschossige turmartige Eckerker mit Spitzhelm und zwei dreigeschossige Mittelerker, zum Teil verputzte Sandsteinquaderbauten mit neugotischem und Neurenaissance-Dekor im Neu-Nürnberger-Stil, bezeichnet „1901“                                                                                       | D-5-64-000-1555 Wikidata | weitere Bilder |
| Pirckheimerstraße 32 (Standort)                      | Villa | Zweigeschossiger Bau mit Walmdach, Giebeldacherkern und Schleppgaube, verputzter Massivbau mit zwei Eckrisaliten und rückseitigem Zwerchhaus, polygonaler steinerner Eingangserker, sachlich orientierter Expressionismus, bezeichnet „1926“ | D-5-64-000-1556 Wikidata | weitere Bilder |
| Pirckheimerstraße 35 (Standort)                      | Mietshaus | Viergeschossiger zweiflügeliger Kopfbau mit Mansardwalmdach, zweigeschossigem Zwerchgiebel und Dacherkern mit Walmdach, zum Teil verputzter Massivbau, Straßenfassade Sandsteinquadermauerwerk, dreigeschossiger Mittelerker, mit neugotischem und Neurenaissance-Dekor im Neu-Nürnberger-Stil, um 1900 | D-5-64-000-1557 Wikidata | weitere Bilder |
| Pirckheimerstraße 43 (Standort)                      | Mietshaus | Viergeschossiger Kopfbau mit Mansardwalmdach und rückseitigem Seitenflügel mit Satteldach, verputzter Massivbau, viergeschossiger Sandsteinerker und Zwerchgiebel, polygonaler Treppenturm mit Haubendach, Jugendstil, 1904 von Emil Hecht | D-5-64-000-2446 Wikidata | weitere Bilder |
| Pirckheimerstraße 44 (Standort)                      | Mietshaus | Viergeschossiger freistehender Bau mit Walmdach und Giebeldacherkern, Massivbau aus Sandsteinquadern und Ziegelmauerwerk, zweigeschossiger Sandsteinerker, mit neugotischem und Neurenaissance-Dekor im Neu-Nürnberger-Stil, um 1890/1900 | D-5-64-000-1558 Wikidata | weitere Bilder |
| Pirckheimerstraße 47 (Standort)                      | Mietshaus in Ecklage                                                                                            | Fünfgeschossiger Walmdachbau mit Zwerchgiebeln und Erkern, Erdgeschoss und polygonaler Eckerker Sandsteinquadermauerwerk, Obergeschosse massiv verputzt mit Werksteingliederung, Neubarock, von Georg Ros, 1901 | D-5-64-000-2763 Wikidata | weitere Bilder |
| Pirckheimerstraße 84 (Standort)                      | Mietshaus | Viergeschossiges zweiflügeliges Eckhaus mit Walmdach und Giebeldachgauben, Sandsteinquaderbau mit zweigeschossigem und dreigeschossigem risalitartigem Erker, mit reichem neugotischem Dekor, um 1890 | D-5-64-000-1559 Wikidata | weitere Bilder |
| Rollnerstraße 5 (Standort)                           | Vorstadthaus | Zweigeschossiges Traufseithaus mit Satteldach und Zwerchgiebel, Sandsteinquaderbau, Mitte 19. Jahrhundert | D-5-64-000-1675 Wikidata | weitere Bilder |
| Rollnerstraße 5 (Standort)                           | Einfriedung | Mauerabschnitt und Torpfeiler aus Sandsteinmauerwerk, zweiflügeliges Eisentor, Mitte 19. Jahrhundert | D-5-64-000-1675 Wikidata | weitere Bilder |
| Tuchergartenstraße 3 (Standort)                      | Mietshaus | Viergeschossiger Kopfbau mit Satteldach und Giebeldachgauben, Eckrisalit mit Zwerch-Treppengiebel, straßenseitige Fassade weitgehend aus Sandsteinquadermauerwerk, im Übrigen Sichtziegelmauerwerk, zweigeschossiger Flacherker, im Neu-Nürnberger-Stil, mit Freitreppe, 1894/95 von Georg Friedrich Hildenbrand | D-5-64-000-2360 Wikidata | weitere Bilder |
| Tuchergartenstraße 3 (Standort)                      | Vorgarten-Einfriedung                                                                                           | Verputzte Massivpfeiler und historisierender Eisengitterzaun, wohl um 1895 | D-5-64-000-2360 Wikidata | weitere Bilder |
| Vestnertorgraben 19 (Standort)                       | Mietshaus | Viergeschossiges zweiflügeliges Eckhaus mit Mansardwalmdach und Schleppdachgauben, zwei Risalite mit Zwerchgiebeln, polygonaler turmartiger Eckerker mit Spitzhelm, Massivbau aus Sandsteinquadern und Ziegelmauerwerk, zum Teil verputzt, Neurenaissance-Dekor, bezeichnet „1888“ | D-5-64-000-2026 Wikidata | weitere Bilder |
| Vestnertorgraben 19 (Standort)                       | Einfriedung | Sandsteinpfeiler und Eisengitterzaun, um 1890 | D-5-64-000-2026 Wikidata | BW             |

### Uhlandstraße
| Lage                                                                                                   | Objekt                                              | Beschreibung | Akten-Nr.                | Bild           |
| --- | --------------------------------------------------- | --- | ------------------------ | -------------- |
| Archivstraße 3 (Standort)                                                                              | Mietshaus                                           | Viergeschossiger Satteldachbau mit Zwerchgiebel und Zeltdachgauben, Sandsteinquaderbau mit Erker und gotisierendem Dekor, um 1890/1900 | D-5-64-000-109 Wikidata  | weitere Bilder |
| Archivstraße 5 (Standort)                                                                              | Mietshaus                                           | Viergeschossiger Satteldachbau mit Zwerchgiebeln und Zeltdachgauben, Ziegelbau mit Sandsteinstraßenfassade mit Erker, im Neu-Nürnberger-Stil mit gotisierendem Dekor, um 1890/1900 | D-5-64-000-110 Wikidata  | weitere Bilder |
| Archivstraße 9 (Standort)                                                                              | Mietshaus                                           | Viergeschossiges Eckhaus mit Walmdach, Zwerchgiebeln und Zeltdachgauben, Sandsteinquaderbau mit Erker, im Neu-Nürnberger-Stil mit gotisierendem Dekor, um 1900 | D-5-64-000-111 Wikidata  | weitere Bilder |
| Archivstraße 13 (Standort)                                                                             | Mietshaus                                           | Viergeschossiger Halbwalmdachbau mit Zwerchgiebel und Zeltdachgauben, Ziegelbau mit Sandsteinstraßenfassade mit Erker, im Neu-Nürnberger-Stil mit gotisierendem Dekor, um 1900 | D-5-64-000-112 Wikidata  | weitere Bilder |
| Archivstraße 17 (Standort)                                                                             | Staatsarchiv: Archivgebäude                         | langgestreckter zweigeschossiger Walmdachbau mit Risalitgliederung, Erdgeschoss Sandsteinquadermauerwerk, Obergeschoss Sichtziegel mit Werksteingliederung, spätklassizistisch, 1878 | D-5-64-000-113 Wikidata  | weitere Bilder |
| Archivstraße 17 (Standort)                                                                             | Staatsarchiv: Rückgebäude                           | Ehemals Wohnhaus, zweigeschossiger Sandsteinquaderbau mit Walmdach und Gesimsgliederung, 1878 | D-5-64-000-113           | weitere Bilder |
| Archivstraße 17 (Standort)                                                                             | Staatsarchiv: Verbindungsgang                       | Eingeschossiger Sandsteinquaderbau mit Satteldach und Mittelrisalit, 1878 | D-5-64-000-113           | weitere Bilder |
| Archivstraße 17 (Standort)                                                                             | Staatsarchiv: Einfriedung                           | Sandsteinquadermauer, wohl letztes Viertel 19. Jahrhundert | D-5-64-000-113           | weitere Bilder |
| Bucher Straße 42 (Standort)                                                                            | Mietshaus                                           | Viergeschossiges Eckhaus mit Satteldach, Zwerch-Staffelgiebeln und hölzernen Schleppgauben, Sandsteinquaderbau mit drei Erkern, mit neugotischem und Neurenaissance-Zierwerk im Neu-Nürnberger-Stil, um 1900 | D-5-64-000-283 Wikidata  | weitere Bilder |
| Bucher Straße 44 (Standort)                                                                            | Mietshaus                                           | Viergeschossiger Traufseitbau mit Satteldach, Zwerch-Staffelgiebel und hölzernen Dacherkern mit Zeltdächern, Sandsteinquaderbau mit Erker, mit neugotischem und Neurenaissance-Zierwerk im Neu-Nürnberger-Stil, um 1900 | D-5-64-000-284 Wikidata  | weitere Bilder |
| Bucher Straße 46 (Standort)                                                                            | Mietshaus                                           | Viergeschossiger Traufseitbau mit Satteldach, Giebeldacherkern und Voluten-Ziergiebel, Sandsteinquaderbau, Erker mit reichem neugotischem Maßwerkdekor und Hausspruch, um 1900 | D-5-64-000-286 Wikidata  | weitere Bilder |
| Bucher Straße 50 (Standort)                                                                            | Mietshaus                                           | Viergeschossiges Eckhaus mit Mansarddach, Sandsteinquaderbau mit gerundetem Eckerker und zwei Flacherkern, mit neugotischem und Neurenaissance-Zierwerk im Neu-Nürnberger-Stil, bezeichnet „1897“, Dachausbau und Eckerkeraufstockung modern | D-5-64-000-288 Wikidata  | weitere Bilder |
| Bucher Straße 52 (Standort)                                                                            | Mietshaus                                           | Viergeschossiger Traufseitbau mit Mansarddach, zweigeschossigem Zwerchgiebel und Giebeldacherkern, Sandsteinquaderbau mit neugotischem und Neurenaissance-Zierwerk im Neu-Nürnberger-Stil, Erker mit Balkonbrüstung, um 1897 | D-5-64-000-289 Wikidata  | weitere Bilder |
| Bucher Straße 54 (Standort)                                                                            | Mietshaus                                           | Viergeschossiger Traufseitbau mit Mansarddach, Zwerchgiebel und Giebeldacherkern, Sandsteinquaderbau mit neugotischem und Neurenaissance-Zierwerk im Neu-Nürnberger-Stil, Erker mit Balkonbrüstung, um 1897 | D-5-64-000-290 Wikidata  | weitere Bilder |
| Bucher Straße 56 (Standort)                                                                            | Mietshaus                                           | Viergeschossiges zweiflügeliges Eckhaus mit Satteldach und Dachgauben, Sandsteinquaderbau, rückseitig verputzt, Erker mit Balkon und Zwerchgiebel, rückseitig Treppenturm mit Walmdach, klassizisierender Jugendstil, 1910/11 errichtet von Hans Müller (bezeichnet „1911“) | D-5-64-000-291 Wikidata  | weitere Bilder |
| Bucher Straße 58 (Standort)                                                                            | Miets- und Geschäftshaus                            | Fünfgeschossiger Traufseitbau mit Satteldach und Giebeldacherkern, polygonaler Mittelerker mit Balkonbrüstung, Sandsteinquaderbau in strenger Jugendstilnachfolge, 1914 von Julius Leonhardt | D-5-64-000-292 Wikidata  | weitere Bilder |
| Bucher Straße 60, 62 (Standort)                                                                        | Miets- und Geschäftshausgruppe in Ecklage           | Viergeschossiger langgestreckter Sandsteinquaderbau mit Walmdach und Eckbetonung durch Haubendächer, zwei Erker mit Balkonbrüstungen, klassizisierende Neurenaissance, 1886/87 von Georg Birkmann | D-5-64-000-293 Wikidata  | weitere Bilder |
| Bucher Straße 64 (Standort)                                                                            | Mietshaus                                           | Viergeschossiger Kopfbau mit Walmdach, Massivbau mit Straßenfassade, Erdgeschoss und Fenstergewänden aus Sandstein, Dekorformen des Neubarock und der Neurenaissance, bezeichnet „1893“, Erdgeschossumbau (Ladeneinbau) modern | D-5-64-000-294 Wikidata  | BW             |
| Bucher Straße 64 (Standort)                                                                            | Einfriedung                                         | Profilierter Sandsteinpfeiler, Eisengitterzaun und zweiflügeliges Tor, Ende 19. Jahrhundert | D-5-64-000-294 Wikidata  | BW             |
| Bucher Straße 70 (Standort)                                                                            | Mietshaus                                           | Vier- und fünfgeschossiger Eckbau mit Satteldach, Walmdach und Halbwalmdach, Sandsteinfassade, mit viergeschossigem Eckerker mit welscher Haube, zweigeschossigem gerundeten Fenstererker und flachem Mittelrisalit, späthistoristisch mit Elementen des Jugendstils, von Hans Ebert, 1906                                                                                           | D-5-64-000-4786 Wikidata | weitere Bilder |
| Bucher Straße 72 (Standort)                                                                            | Mietshaus                                           | Fünfgeschossiges Eckhaus mit Satteldach, Ziergiebeln und Schleppgauben, Massivbau (zum Teil Sandsteinquadermauerwerk, zum Teil verputzt) in Formen des späten Jugendstils, Dachgeschoss-Ausbau aus Fachwerk, Erker sowie gerundeter Eckerker mit Balkonbrüstung, um 1904 | D-5-64-000-295 Wikidata  | weitere Bilder |
| Bucher Straße 74 (Standort)                                                                            | Mietshaus                                           | Fünfgeschossiger Traufseitbau mit Satteldach und Schleppgauben, Sandsteinquaderbau mit Mittelerker, im obersten Geschoss zwei Erker mit Walmdächern, in Jugendstil abgewandelter Neu-Nürnberger-Stil, um 1904 | D-5-64-000-296 Wikidata  | weitere Bilder |
| Bucher Straße 76 (Standort)                                                                            | Mietshaus                                           | Fünfgeschossiger Kopfbau mit Walmdach und Zwerchgiebel, Massivbau (zum Teil Sandsteinquadermauerwerk, zum Teil verputzt), Erker mit Balkonbrüstung, Spätjugendstil, um 1904, Dachgauben modern | D-5-64-000-297 Wikidata  | weitere Bilder |
| Friedrichstraße 49 (Standort)                                                                          | Mietshaus                                           | Dreigeschossiger Traufseitbau mit Mansarddach, Zwerchgiebel und hölzernen Giebeldacherkern, Sandsteinquaderbau mit Neubarockdekor, bezeichnet „1900“, Erdgeschoss durch modernen Ladeneinbau verändert | D-5-64-000-514 Wikidata  | weitere Bilder |
| Friedrichstraße 50 (Standort)                                                                          | Mietshaus                                           | Viergeschossiges zweiflügeliges Eckhaus mit Mansardwalmdach und Schleppgauben, verputzter Massivbau mit üppigem Jugendstildekor, Eckerker mit Balkonbrüstung, bezeichnet „1901“ | D-5-64-000-515 Wikidata  | weitere Bilder |
| Friedrichstraße 55 (Standort)                                                                          | Mietshaus                                           | Viergeschossiges zweiflügeliges Eckhaus mit Mansarddach, Ziergiebel und Giebelgauben, Massivbau, Erdgeschoss und Fenstergewände Sandsteinquadermauerwerk, zwei Sandsteinerker mit Balkonen, Spätjugendstildekor, um 1905 | D-5-64-000-516 Wikidata  | weitere Bilder |
| Friedrichstraße 57 (Standort)                                                                          | Mietshaus                                           | Fünfgeschossiger zweiflügeliger Kopfbau mit Walmdach und Zwerchgiebel, Massivbau zum Teil verputzt, Straßenfassade und Erdgeschoss Sandsteinquadermauerwerk, Sandsteinerker, Spätjugendstildekor, um 1905 | D-5-64-000-517 Wikidata  | weitere Bilder |
| Friedrichstraße 66 (Standort)                                                                          | Mietswohnhaus                                       | viergeschossiger, traufseitiger Massivbau mit Mansarddach, Walmdach-Zwerchhaus mit Schweifgiebel und dreiseitigem Fassadenerker mit Welscher Haube, hakenförmig angebaut viergeschossiger Rückflügel, historisierender Jugendstil, von Ochsenmayer & Wißmüller, 1905/06 | D-5-64-000-3662 Wikidata | weitere Bilder |
| Friedrichstraße 66 (Standort)                                                                          | Einfahrt                                            | mit ornamentiertem Eisengittertor und Sandsteinpfeiler mit Pyramidenabschluss, gleichzeitig | D-5-64-000-3662 Wikidata | weitere Bilder |
| Hastverstraße 21 (Standort)                                                                            | Mietshaus                                           | Stattliches fünfgeschossiges Eckhaus mit Mansardwalmdach und Giebelgauben, verputzter Massivbau, Erdgeschoss und Fenstergewände Sandstein, Mittelrisalit mit Zwerchgiebel und Eckerker, vom Jugendstil beeinflusster Neubarock, 1904 von Emil Hecht | D-5-64-000-724 Wikidata  | weitere Bilder |
| Hastverstraße 34 (Standort)                                                                            | Mietshaus                                           | Fünfgeschossiger Traufseitbau mit Satteldach und Zwerchgiebel, Klinkerbau mit Jugendstildekor, Erdgeschoss, Fenstergewände und Erker aus Sandsteinquadern, um 1905 | D-5-64-000-725 Wikidata  | weitere Bilder |
| Hastverstraße 34 (Standort)                                                                            | Einfriedung                                         | Sandsteinpfeiler mit zweiflügeligem Eisentor und anschließender Mauer, Jugendstil, um 1905 | D-5-64-000-725 Wikidata  | BW             |
| Innerer Kleinreuther Weg 3 a (Standort)                                                                | Wohnhaus                                            | Teil eines ehemaligen Gartenanwesens hinter der Veste, zweigeschossiger freistehender Satteldachbau mit Schleppgauben, Erdgeschoss massiv, Obergeschoss Fachwerk, rückseitig verputzt, 16./17. Jahrhundert, 1914 verkürzt und verändert | D-5-64-000-2465 Wikidata | weitere Bilder |
| Kaulbachstraße 18, Meuschelstraße 19 (Standort)                                                        | Mietshaus                                           | Fünfgeschossiges zweiflügeliges Eckhaus mit Satteldach und Giebelgauben, verputzter Massivbau, zwei farbig gefasste Sandsteinerker mit Balkonbrüstung und Jugendstildekor, um 1905/06 | D-5-64-000-965 Wikidata  | weitere Bilder |
| Nähe Meuschelstraße (Standort)                                                                         | Vorgarten-Einfriedung                               | Eisengitterzaun, wohl um 1905 | D-5-64-000-965           | BW             |
| Kaulbachstraße 19 (Standort)                                                                           | Mietshaus                                           | Stattliches viergeschossiges Eckhaus mit Satteldach, Zwerchgiebeln und Giebelgauben, verputzter Massivbau mit Werksteingliederung und reichem Neurenaissancedekor, Eck-Loggien und Erker mit Balkonbrüstung aus Sandstein, um 1900 | D-5-64-000-966 Wikidata  | weitere Bilder |
| Kaulbachstraße 19 (Standort)                                                                           | Vorgarten-Einfriedung                               | verputzte Mauerwerkspfeiler und Eisengitter, wohl um 1900 | D-5-64-000-966 Wikidata  | weitere Bilder |
| Kaulbachstraße 21 (Standort)                                                                           | Mietshaus                                           | Viergeschossiger Traufseitbau mit Satteldach, Sandstein-Zwerchgiebel und Giebelgauben, Sandsteinerker mit Balkonbrüstung, Erdgeschoss Sandsteinquadermauerwerk, Obergeschosse weitgehend verputzt, im Stil der Deutschen Renaissance, bezeichnet „1904“ | D-5-64-000-967 Wikidata  | Mietshaus      |
| Kaulbachstraße 24 (Standort)                                                                           | Mietshaus                                           | Fünfgeschossiger Traufseitbau mit Satteldach und gerundetem Zwerchgiebel, Sandsteinquaderbau mit Erker und vornehmem Jugendstildekor, um 1906 | D-5-64-000-968 Wikidata  | Mietshaus      |
| Kaulbachstraße 26 (Standort)                                                                           | Mietshaus                                           | Fünfgeschossiger Traufseitbau mit Satteldach und Zwerchgiebel, Sandsteinquaderbau mit Erker und polychrom gefasstem Jugendstildekor, bezeichnet „1906“, Dachgauben modern | D-5-64-000-969 Wikidata  | weitere Bilder |
| Kaulbachstraße 28 (Standort)                                                                           | Mietshaus                                           | Fünfgeschossiges Eckhaus mit Satteldach, Giebelgauben und turmartiger Eckausbildung mit Haubendach, Jugendstilbau mit zwei Flacherkern, Erdgeschoss Sandsteinquadermauerwerk, Obergeschosse massiv verputzt, um 1906 | D-5-64-000-970 Wikidata  | weitere Bilder |
| Kaulbachstraße 32 (Standort)                                                                           | Mietshaus                                           | Viergeschossiger Traufseitbau mit Satteldach, Zwerchgiebel und Giebelgauben, Jugendstilbau mit Erker, Erdgeschoss Sandsteinquadermauerwerk, Obergeschosse massiv verputzt, bezeichnet „1906“ | D-5-64-000-971 Wikidata  | Mietshaus      |
| Kobergerplatz 4 (Standort)                                                                             | Mietshaus                                           | Viergeschossiges zweiflügeliges Eckhaus mit Satteldach, Zwerchgiebel und Giebelgauben, Eckerker mit Haubendach, Massivbau mit Jugendstil-Dekor, Erdgeschoss Sandsteinquadermauerwerk, Obergeschosse verputzt, um 1906 | D-5-64-000-1045 Wikidata | Mietshaus      |
| Kobergerplatz 6 (Standort)                                                                             | Mietshaus                                           | Viergeschossiger Traufseitbau mit Satteldach, Zwerchgiebel und Giebelgauben, verputzter Massivbau mit reichem Jugendstilputzdekor und Sandsteinsockel, um 1906 | D-5-64-000-1046 Wikidata | weitere Bilder |
| Kobergerstraße 44 (Standort)                                                                           | Mietshaus                                           | Viergeschossiger Traufseitbau mit Mansarddach, Zwerchgiebel und hölzernen Giebelgauben, Massivbau aus Sichtziegel- und Sandsteinquadermauerwerk, Bodenerker mit Balkonbrüstung, üppiger eklektizistischer Dekor, bezeichnet „1900“ | D-5-64-000-1048 Wikidata | weitere Bilder |
| Kobergerstraße 44 (Standort)                                                                           | Vorgarten-Einfriedung                               | Sandsteinpfeiler und Eisengitterzaun, wohl um 1900 | D-5-64-000-1048 Wikidata | weitere Bilder |
| Kobergerstraße 58 (Standort)                                                                           | Mietshaus                                           | Vier- bis fünfgeschossiges Eckhaus mit Mansard- bzw. Satteldach, Zwerchgiebel und Schleppgauben, Erdgeschoss Sandsteinquadermauerwerk, Obergeschosse massiv verputzt, Sandstein-Eckerker mit Zwiebelhaube, historisierender Jugendstil, um 1905 | D-5-64-000-1049 Wikidata | weitere Bilder |
| Kobergerstraße 58 (Standort)                                                                           | Vorgarten-Einfriedung                               | Sandsteinpfeiler und Eisengitterzaun, wohl um 1905 | D-5-64-000-1049 Wikidata | BW             |
| Kobergerstraße 73 (Standort)                                                                           | Mietshaus                                           | Viergeschossiges Eckhaus mit Mansardwalmdach und hölzernen Giebelgauben, Sandsteinquaderbau mit gotisierendem Zierwerk, Dachzone im Neu-Nürnberger-Stil, um 1900 | D-5-64-000-1050 Wikidata | weitere Bilder |
| Krelingstraße 43 (Standort)                                                                            | Mietshaus in Ecklage                                | fünfgeschossiges zweiflügeliges Eckhaus mit Frackdach, Zwerchgiebel und Walmdachgauben, turmartige Eckausbildung mit Haubendach, weitgehend verputzter Massivbau mit zwei Erkern und reichem Jugendstildekor, Erdgeschoss und Fenstergewände aus Sandsteinquadern, 1905 | D-5-64-000-1135 Wikidata | weitere Bilder |
| Nähe Meuschelstraße (Standort)                                                                         | Vorgarteneinfriedung                                | mit Eisengittern zwischen Massivpfeilern, wohl um 1905 | D-5-64-000-1135 Wikidata | BW             |
| Krelingstraße 50, Meuschelstraße 29, 31, 33, 35, 37, 39, 41, 45, Schweppermannstraße 52, 54 (Standort) | Verwaltungsgebäude der Oberfinanzdirektion Nürnberg | Monumentale Dreiflügelanlage aus viergeschossigen, verputzten Mansarddachbauten mit breiten Zwerchhäusern, Giebelgauben, einzelnen Austritten und Gesimsgliederung, Westflügel mit kielbogigem Tonnendach und dreigeschossigem Eingangsvorbau mit Arkadenhalle, Südflügel mit konkav eingezogenem Ehrenhof, Johannes Reuter, 1924–26                                                 | D-5-64-000-1314 Wikidata | weitere Bilder |
| Kressenstraße 1 (Standort)                                                                             | Mietshaus                                           | Viergeschossiger Mansardwalmdachbau mit Giebelgauben, Erdgeschoss Sandsteinmauerwerk, Obergeschosse verputzt mit Werksteingliederung, in Formen des Jugendstils, „1910“ (bezeichnet) von Emil Hecht | D-5-64-000-2504 Wikidata | weitere Bilder |
| Kressenstraße 5 (Standort)                                                                             | Mietshaus                                           | Viergeschossiger Satteldachbau mit Giebel- und Zwerchgauben, Erdgeschoss Sandsteinmauerwerk, Obergeschosse verputzt mit Werksteingliederung und Sandsteinerker, vom Jugendstil beeinflusster Neu-Nürnberger Stil, um 1905 | D-5-64-000-1139 Wikidata | weitere Bilder |
| Kressenstraße 6 (Standort)                                                                             | Mietshaus                                           | Viergeschossiger Satteldachbau mit Giebel- und Zwerchgauben, Erdgeschoss Sandsteinmauerwerk, Obergeschosse verputzt mit Werksteingliederung und Sandsteinerker, vom Jugendstil beeinflusster Neu-Nürnberger Stil, um 1905 | D-5-64-000-1140 Wikidata | weitere Bilder |
| Löbleinstraße 10 (Standort)                                                                            | Hans-Sachs-Gymnasium                                | viergeschossiger zweiflügeliger Bau mit Walmdach, Schleppgauben, Eckrisaliten und drei zweigeschossigen Volutenzwerchgiebeln, rückseitig Zwerchhaus mit Walmdach und zwei viergeschossige Flachdach-Anbauten, Straßenfassaden Sandsteinquadermauerwerk, im Übrigen verputzt, vom Jugendstil beeinflusste Neurenaissance, 1901–1903                                                   | D-5-64-000-1211 Wikidata | weitere Bilder |
| Meuschelstraße 3 (Standort)                                                                            | Mietshaus                                           | fünfgeschossiges zweiflügeliges Eckhaus mit Satteldach, Zwerchgiebeln und Dachgauben mit Halbwalmdach, Erdgeschoss in Sandsteinquadermauerwerk, Obergeschosse verputzt, zwei Sandstein-Erker, Sandstein-Eckerker mit Zeltdach und Laterne, Spätjugendstil-Dekor, um 1910 | D-5-64-000-1304 Wikidata | weitere Bilder |
| Meuschelstraße 7 (Standort)                                                                            | Mietshaus                                           | vier- bis fünfgeschossiges Eckhaus mit Mansardwalmdach; unregelmäßig gegliederter, vom Jugendstil abgeleiteter Gruppenbau, verputzter Massivbau, Mittelrisalit mit Zwerchgiebel, zwei Runderker über auskragendem Obergeschoss, bezeichnet „Kern und Fiedler“, 1911 | D-5-64-000-1305 Wikidata | weitere Bilder |
| Meuschelstraße 7 (Standort)                                                                            | Vorgarteneinfriedung                                | mit zwei historisierenden Torbögen, massiv verputzt, Eisentor, wohl 1911 | D-5-64-000-1305 Wikidata | weitere Bilder |
| Meuschelstraße 9 (Standort)                                                                            | Mietshaus                                           | fünfgeschossiger Traufseitbau mit Satteldach, Sandstein-Giebeldacherker und Giebelgauben, Sandsteinquaderbau mit Spätjugendstil-Dekor, Mittelerker mit Balkonbrüstung, um 1910 | D-5-64-000-1306 Wikidata | weitere Bilder |
| Meuschelstraße 9 (Standort)                                                                            | Vorgarteneinfriedung                                | mit Massivpfeilern, um 1910 | D-5-64-000-1306 Wikidata | BW             |
| Meuschelstraße 21 (Standort)                                                                           | Mietshaus                                           | fünfgeschossiger Traufseitbau mit Satteldach, Sandsteinquaderbau, Mittelerker mit Balkonbrüstung und reichem Jugendstildekor, 1905 | D-5-64-000-1311 Wikidata | weitere Bilder |
| Meuschelstraße 21 (Standort)                                                                           | Vorgarteneinfriedung                                | durch Eisengitterzaun, wohl um 1905 | D-5-64-000-1311 Wikidata | weitere Bilder |
| Meuschelstraße 23 (Standort)                                                                           | Mietshaus                                           | fünfgeschossiger Traufseitbau mit Satteldach und Zwerchgiebel, verputzter Massivbau mit Sandstein-Fenstergewänden und reichem Jugendstildekor, Mittelerker mit Balkonbrüstung, rückwärtiger Seitenflügel, 1905 | D-5-64-000-1312 Wikidata | weitere Bilder |
| Meuschelstraße 23 (Standort)                                                                           | Vorgarteneinfriedung                                | durch Eisengitterzaun zwischen Steinpfeilern, wohl um 1905 | D-5-64-000-1312 Wikidata | weitere Bilder |
| Meuschelstraße 25 (Standort)                                                                           | Mietshaus                                           | fünfgeschossiger Traufseitbau mit Satteldach und Zwerchgiebel, verputzter Massivbau mit Sandsteinfenstergewänden und reichem Jugendstildekor, zwei Runderker, rückwärtiger Seitenflügel, 1905 | D-5-64-000-1313 Wikidata | weitere Bilder |
| Meuschelstraße 25 (Standort)                                                                           | Vorgarteneinfriedung                                | durch Eisengitterzaun zwischen Steinpfeilern, wohl um 1905 | D-5-64-000-1313          | weitere Bilder |
| Meuschelstraße 49 (Standort)                                                                           | Mietshaus                                           | fünfgeschossiges zweiflügeliges Eckhaus mit Satteldach und Giebelgauben, Erdgeschoss aus Sandsteinquadern, Obergeschosse Sichtziegelmauerwerk mit Sandsteingliederung, drei Sandsteinerker, im Neu-Nürnberger-Stil, bezeichnet „1902“ | D-5-64-000-1321 Wikidata | weitere Bilder |
| Reichstraße 5 (Standort)                                                                               | Mietshaus                                           | Viergeschossiger traufseitiger Mansardhalbwalmdachbau mit Straßenfassade aus Sandsteinquadermauerwerk, Zwerchhaus mit Voluten und Schweifgiebel, Satteldachgauben und reicher Gliederung im Neu-Nürnberger-Stil, von Otto Wacker, 1896 | D-5-64-000-1620 Wikidata | weitere Bilder |
| Reichstraße 6 (Standort)                                                                               | Mietshaus                                           | Vier- bis fünfgeschossiges zweiflügeliges Eckhaus mit Sattel- bzw. Walmdach und hölzernen Giebeldacherkern, Sichtziegelbau mit Straßenfassade und Fenstergewänden aus Sandsteinquadermauerwerk, dreigeschossiger Sandsteinerker, reich eklektizistischer Dekor, um 1900 | D-5-64-000-1621 Wikidata | weitere Bilder |
| Reichstraße 7 (Standort)                                                                               | Mietshaus                                           | Viergeschossiges Eckhaus mit Mansarddach, Zwerchgiebeln und Giebeldacherkern, Ecktürmchen mit Spitzhelm, Sandsteinquaderbau mit zweigeschossigem Erker und zwei Balkonen, gotisierender Dekor, um 1900, Erdgeschossfassade durch modernen Ladeneinbau verändert | D-5-64-000-1622 Wikidata | weitere Bilder |
| Reichstraße 17 (Standort)                                                                              | Mietshaus                                           | Viergeschossiges zweiflügeliges Eckhaus mit Mansardwalmdach und hölzernen Dacherkern mit Spitzhelmen, Sandsteinquaderbau im gotisierenden Neu-Nürnberger-Stil, um 1900, Erdgeschossfassade durch Umbauten und Verputzung stark reduziert | D-5-64-000-1623 Wikidata | weitere Bilder |
| Rollnerstraße 39 (Standort)                                                                            | Mietshaus                                           | Viergeschossiger Traufseitbau mit Mansarddach und hölzernen Giebeldachgauben, zweigeschossiger Mittelerker mit zweigeschossigem turmartigen Polygonal-Erker, verputzter Massivbau, Jugendstil, um 1905/06 | D-5-64-000-1676          | BW             |
| Rollnerstraße 43 (Standort)                                                                            | Mietshaus                                           | Viergeschossiges Eckhaus mit Mansarddach, zweigeschossigem Voluten-Zwerchgiebel und Schleppgauben, Sandsteinquaderbau mit viergeschossigem turmartigen Eckerker, zweigeschossigem Erker mit Balkonbrüstung und dreigeschossigem Bodenerker mit Balkonbrüstung, im Neu-Nürnberger-Stil, gegen 1900                                                                                    | D-5-64-000-1677 Wikidata | weitere Bilder |
| Rollnerstraße 45 (Standort)                                                                            | Mietshaus                                           | Viergeschossiger Traufseitbau mit Satteldach und Giebeldachgauben, Sandsteinquaderbau mit Mittelrisalit im Neu-Nürnberger Stil, von Ochsenmayer & Wißmüller, 1901, im Inneren weitgehend erneuert; Baugruppe mit Rollnerstraße 45 und Schweppermannstraße 83 | D-5-64-000-2748 Wikidata | weitere Bilder |
| Rollnerstraße 55 (Standort)                                                                            | Mietshaus                                           | Dreigeschossiger Kopfbau mit Satteldach und rückseitigem Zwerchhaus, Mittelrisalit mit Ziergiebel, Massivbau aus Sandsteinquadern und Ziegelmauerwerk, Neurenaissance-Dekor zum Teil barock abgewandelt, bezeichnet „1879“ | D-5-64-000-1678 Wikidata | weitere Bilder |
| Rollnerstraße 55 (Standort)                                                                            | Einfriedung                                         | Sandsteinpfeiler mit Eisengittern, wohl um 1880 | D-5-64-000-1678 Wikidata | weitere Bilder |
| Rollnerstraße 65 (Standort)                                                                            | Katholische Pfarrkirche St. Martin                  | Ziegelsteinbau mit Satteldach, Saalkirche mit nördlich angebautem Seitenschiff, Ostturm mit Pyramidendach, eingeschossiger Kapellenanbau mit Walmdach, 1934/35 (bezeichnet „1935“) nach Plan von Clemens Holzmeister von 1926, nach Kriegszerstörung 1948 wiederaufgebaut nach Plan von Rolf Behringer; mit Ausstattung                                                              | D-5-64-000-1679 Wikidata | weitere Bilder |
| Schweppermannstraße 8 (Standort)                                                                       | Mietshaus                                           | Viergeschossiger Kopfbau mit Mansardhalbwalmdach und hölzernen Giebeldachgauben, Ziegelbau mit Sandstein-Straßenfassade und Sandstein-Erdgeschoss, mit zweigeschossigem Erker mit Balkonbrüstung und Neurenaissance-Dekor, um 1900 | D-5-64-000-1854 Wikidata | weitere Bilder |
| Schweppermannstraße 8 (Standort)                                                                       | Rückgebäude                                         | Zweigeschossiger verputzter Massivbau mit einhüftigem Mansarddach und hölzernen Giebeldachgauben, um 1900 | D-5-64-000-1854 Wikidata | BW             |
| Schweppermannstraße 20 (Standort)                                                                      | Mietshaus                                           | Dreigeschossiger freistehender Bau mit Walmdach, zweigeschossigem Voluten-Zwerchgiebel und Walmdachgauben, reicher malerischer Neurenaissancebau aus Sichtziegelmauerwerk mit Sandsteinerdgeschoss und Sandsteingliederungen, um 1895 | D-5-64-000-1855 Wikidata | weitere Bilder |
| Schweppermannstraße 20 (Standort)                                                                      | Einfriedung                                         | Doppelanlage mit Nachbargebäude, Sandsteinpfeiler und Eisengitterzaun mit zwei Toren, um 1895 | D-5-64-000-1855 Wikidata | weitere Bilder |
| Schweppermannstraße 22 (Standort)                                                                      | Mietshaus                                           | Dreigeschossiger freistehender Bau mit Walmdach, Voluten-Zwerchgiebel und Walmdachgauben, reicher malerischer Neubarockbau aus Sichtziegelmauerwerk mit Sandsteinerdgeschoss und Sandsteingliederungen, zweigeschossiger Sandstein-Erker mit Balkonbrüstung, viergeschossiger turmartiger Sandstein-Anbau mit Haubendach sowie Eingangs-Loggia mit zwei Holz-Obergeschossen, um 1895 | D-5-64-000-1856 Wikidata | weitere Bilder |
| Schweppermannstraße 22 (Standort)                                                                      | Einfriedung                                         | Eisengitterzaun, um 1895 | D-5-64-000-1856 Wikidata | weitere Bilder |
| Schweppermannstraße 39 (Standort)                                                                      | Mietshaus                                           | Fünfgeschossiger schmaler Traufseitbau mit Satteldach, Staffel-Zwerchgiebel und zwei zweigeschossigen Erkern, verputzter Massivbau im Stil der Neuen Sachlichkeit, bezeichnet „1928“, von Conrad Bohrer | D-5-64-000-1857 Wikidata | weitere Bilder |
| Schweppermannstraße 44 (Standort)                                                                      | Mietshaus                                           | Fünfgeschossiger traufseitiger Satteldachbau mit viergeschossigem Mittelerker und geschweiftem Zwerchgiebel, reiches Jugendstilornament, von Josef Heinrich, 1906 | D-5-64-000-1858 Wikidata | weitere Bilder |
| Schweppermannstraße 46 (Standort)                                                                      | Mietshaus                                           | Fünfgeschossiger Traufseitbau mit Satteldach, zweigeschossigem Zwerchgiebel und Dachgauben, Massivbau mit dreigeschossigem Mittelerker und Jugendstildekor, Erdgeschoss Sandsteinquadermauerwerk, Obergeschosse verputzt, um 1906 | D-5-64-000-1859 Wikidata | weitere Bilder |
| Schweppermannstraße 61, 63 (Standort)                                                                  | Mietshausgruppe                                     | Zwei viergeschossige Traufseitbauten mit Mansarddächern, Zwerchgiebeln und hölzernen Giebeldachgauben, in Teilen verputzte Sandsteinquaderbauten mit je einem zweigeschossigen Sandstein-Erker mit Balkonbrüstung, zum Jugendstil abgewandelter Neubarockdekor, um 1906 | D-5-64-000-1861 Wikidata | weitere Bilder |
| Schweppermannstraße 83, 83 a (Standort)                                                                | Mietshaus                                           | Stattlicher viergeschossiger Traufseitbau mit Satteldach, dreigeschossigem Zwerchgiebel und Schleppgauben, Sandsteinquaderbau mit dreigeschossigem Erker mit Balkonbrüstung, mit Neurenaissance- und Neubarockdekor, um 1900 | D-5-64-000-1862 Wikidata | weitere Bilder |
| Uhlandstraße 11 (Standort)                                                                             | Mietshaus                                           | Fünfgeschossiger Traufseitbau mit Satteldach, Staffel-Zwerchgiebel und Schleppgauben, verputzter Massivbau mit zwei zweigeschossigen Erkern, im Stil der Neuen Sachlichkeit, bezeichnet „1930“, von Conrad Bohrer | D-5-64-000-1961 Wikidata | weitere Bilder |
| Uhlandstraße 13 (Standort)                                                                             | Mietshaus                                           | Fünfgeschossiger Traufseitbau mit Satteldach, Staffel-Zwerchgiebel und Schleppgauben, verputzter Massivbau mit zwei zweigeschossigen Erkern, im Stil der Neuen Sachlichkeit, bezeichnet „1929“, von Conrad Bohrer | D-5-64-000-1962 Wikidata | weitere Bilder |
| Uhlandstraße 15 (Standort)                                                                             | Mietshaus                                           | Fünfgeschossiger Traufseitbau mit Satteldach, Staffel-Zwerchgiebel und Schleppgauben, verputzter Massivbau mit drei dreigeschossigen Erkern und zwei Balkonen mit Eisengitterbrüstung, im Stil der Neuen Sachlichkeit, 1930/31 von Conrad Bohrer | D-5-64-000-1963 Wikidata | weitere Bilder |
| Uhlandstraße 33 (Standort)                                                                             | Ludwig-Uhland-Schule                                | Viergeschossiger zweiflügeliger Bau mit Mansardhalbwalmdächern, an den Flügeln je drei Risalite mit Mansardschopfwalmdächern und je ein polygonaler Dachreiter mit Zeltdach, großer mittlerer Dachreiter mit Ziergiebeln und Zeltdach, zweigeschossiger zweigliederiger Hallenbau mit Flachdach, Spätjugendstildekor, 1908–11 von Georg Kuch                                         | D-5-64-000-1964 Wikidata | weitere Bilder |

### Maxfeld
| Lage                                                                             | Objekt                                                                      | Beschreibung | Akten-Nr.                                                                     | Bild           |
| -------------------------------------------------------------------------------- | --------------------------------------------------------------------------- | --- | ----------------------------------------------------------------------------- | -------------- |
| Am Alten Sudhaus 4, Schillerstraße 14 (Standort)                                 | Ehemals Brauhaus Nürnberg, später Tucher-Brauerei und Lederer-Bräu GmbH     | Malz- und Sudhaus, viergeschossiger Mansarddachbau aus Sichtziegelmauerwerk mit Werksteingliederung, Schweifgiebeln, Zwerchhaus und Portal, von Hans Müller, bez. 1897/98, Sudhausanbau, dreigeschossiger Walmdachbau aus Sichtziegelmauerwerk mit Werksteingliederung, bez. 1941, Sgraffiti von Karl Gries, 1940; mit technischer Ausstattung               | D-5-64-000-1748 Wikidata                                                      | weitere Bilder |
| Am Stadtpark 3 (Standort)                                                        | Fassade eines Mietshauses                                                   | Dreigeschossige Fassade aus Sandsteinquadermauerwerk in reich eklektizistischen Formen, um 1890/94 | D-5-64-000-97 Wikidata                                                        | weitere Bilder |
| Am Stadtpark 16 a (Standort)                                                     | Gedenkstein für den tödlich verunglückten Gymnasiasten Johann Albert Heiden | Sandsteinpfeiler mit Inschrift, 1829 | D-5-64-000-172 Wikidata                                                       | weitere Bilder |
| Am Stadtpark 16 a (Standort)                                                     | Gedenkmonument an das Deutsche Sängerfest von 1861                          | Marmorvase auf Granitpostament, neubarocke Ornamentik und figürlicher Schmuck, errichtet 1891 nach einem Entwurf von Friedrich Wanderer, modelliert von Johann Rößner | D-5-64-000-174 Wikidata                                                       | weitere Bilder |
| Am Stadtpark 16 a; Am Stadtpark 94 (Standort)                                    | Denkmal Friedrich von Schiller                                              | Marmorrelief des Dichters von Adolf von Hildebrand, Jugendstil-Architekturrahmung mit Sitzbänken und Brunnen von Ernst Sattler, Grundsteinlegung 1905, Enthüllung 1909 | D-5-64-000-171 Wikidata                                                       | weitere Bilder |
| Am Stadtpark 16 a (Standort)                                                     | Gedenkmonument an die Bayerische Landesausstellung von 1882                 | Marmorvase auf Granitpostament, neubarocke Ornamentik, errichtet 1896 nach einem Entwurf von Friedrich Wanderer, modelliert von Johann Rößner, ausgeführt von Johann Baptist Schiemer | D-5-64-000-175 Wikidata                                                       | weitere Bilder |
| Am Stadtpark 16 a (Standort)                                                     | Sogenannter Neptunbrunnen                                                   | Skulptur des Meergotts Neptun auf hohem, ornamentierten Postament, dieses umgeben von Gefolge, Bronze, Nachguss von Ernst Lenz, 1902; Original für den Hauptmarkt geschaffen, von Christoph Ritter und Georg Schweigger, 1660–68; Nachguss 1934 vom Hauptmarkt entfernt und 1962 hierher versetzt                                                            | D-5-64-000-170 Wikidata                                                       | weitere Bilder |
| Am Stadtpark 95 (Standort)                                                       | Mietshaus                                                                   | Viergeschossiger langgestreckter Traufseitbau mit Satteldach, langgestrecktem Zwerchgiebel und Schleppgauben, verputzter Massivbau mit zwei dreigeschossigen Erkern, expressionistisches Dekor, bezeichnet „1922/23“ | D-5-64-000-98 Wikidata                                                        | weitere Bilder |
| Am Stadtpark 98, im nordöstlichen Teil des Stadtparks (Standort)                 | Gedenkstein für den abgegangenen Deumentenhof                               | Granitstein mit ovaler Bronzeplakette, 1905 | D-5-64-000-173 Wikidata                                                       | weitere Bilder |
| Äußere Bayreuther Straße 31 (Standort)                                           | Mietshaus                                                                   | Fünfgeschossiger Traufseitbau mit Satteldach und Ziergiebel, Erdgeschoss Sandsteinquadermauerwerk, Obergeschosse verputzt, mit dreigeschossigem gerundetem Sandstein-Erker und Jugendstildekor, 1908 | D-5-64-000-29 Äußere Bayreuther Straße 31 Nürnberg 20241201 0131.jpg Wikidata | weitere Bilder |
| Äußere Bayreuther Straße 33 (Standort)                                           | Mietshaus                                                                   | Fünfgeschossiger Traufseitbau mit Satteldach und Voluten-Zwerchgiebel, Sandsteinquaderbau mit dreigeschossigem Sandstein-Erker, oberstes Geschoss Sichtfachwerk, mit neugotischem und Neurenaissance-Zierwerk im Neu-Nürnberger-Stil, bezeichnet „1904“ | D-5-64-000-30 Wikidata                                                        | weitere Bilder |
| Bayreuther Straße 29 a (Standort)                                                | Mietshaus                                                                   | Stattliches fünfgeschossiges Eckhaus mit flachem Satteldach, turmartiger Eckerker mit Kuppeldach, Sandsteinbau mit reicher klassizistischer Formensprache, um 1890 | D-5-64-000-168 Wikidata                                                       | weitere Bilder |
| Bayreuther Straße 31 (Standort)                                                  | Mietshaus                                                                   | Stattliches viergeschossiges Eckhaus mit flachem Satteldach, Zwerchgiebeln und Giebeldachgauben, turmartiger Eckerker mit Kuppeldach, Sandsteinbau in Formen einer barockisierenden Neurenaissance, um 1890 | D-5-64-000-169 Wikidata                                                       | weitere Bilder |
| Berckhauserstraße 5 (Standort)                                                   | Mietshaus                                                                   | Viergeschossiger Kopfbau mit Mansardhalbwalmdach und Giebeldacherkern, Massivbau aus Sandsteinquadern und Ziegelmauerwerk, mit neugotischem Dekor, von Fr. Grünbauer, 1897 | D-5-64-000-192 Wikidata                                                       | weitere Bilder |
| Berckhauserstraße 7 (Standort)                                                   | Mietshaus                                                                   | Viergeschossiges Traufseithaus mit Mansarddach und Walmdachgauben, Sandsteinquaderbau mit Erker, reiches Dekor im Neu-Nürnberger-Stil, rückseitig Zwerchhaus und Seitenflügel, um 1900 | D-5-64-000-193 Wikidata                                                       | weitere Bilder |
| Berckhauserstraße 9 (Standort)                                                   | Mietshaus                                                                   | Viergeschossiges zweiflügeliges Eckhaus mit Walmdach, mit reichem Neubarock-Dekor, um 1900 | D-5-64-000-194 Wikidata                                                       | weitere Bilder |
| Berckhauserstraße 11 (Standort)                                                  | Mietshaus                                                                   | Viergeschossiger Kopfbau mit Walmdach, Massivbau aus Sandsteinquadern und Ziegelmauerwerk, mit reichem Neubarock-Dekor, um 1900 | D-5-64-000-195 Wikidata                                                       | weitere Bilder |
| Berckhauserstraße 17 (Standort)                                                  | Wohnhaus                                                                    | Villenartiges zweigeschossiges Eckhaus mit Mansardwalmdach und Giebeldachgauben, verputzter Massivbau, runder Turmanbau mit Zeltdach, barockisierend, um 1900 | D-5-64-000-196 Wikidata                                                       | weitere Bilder |
| Berckhauserstraße 17 (Standort)                                                  | Garteneinfriedung                                                           | Verputzter Massivbau mit Eisengittern, barockisierend, um 1900 | D-5-64-000-196 Wikidata                                                       | weitere Bilder |
| Berckhauserstraße 20 (Standort)                                                  | Mietshaus                                                                   | Viergeschossiger zweiflügeliger Traufseitbau mit Satteldach und Giebeldacherkern, Sandsteinquaderbau mit zwei Sandsteinerkern, reiches neugotisches und Neurenaissance-Zierwerk, bezeichnet „1897“ | D-5-64-000-197 Wikidata                                                       | weitere Bilder |
| Berckhauserstraße 22 (Standort)                                                  | Fassade eines Mietshauses                                                   | Viergeschossiger Sandsteinquaderbau mit reichem Neurenaissance-Dekor, bezeichnet „1896“ | D-5-64-000-198 Wikidata                                                       | weitere Bilder |
| Berckhauserstraße 24 (Standort)                                                  | Mietshaus                                                                   | Viergeschossiger Kopfbau mit Walmdach, Massivbau mit straßenseitiger Sandsteinquaderfassade, im Übrigen verputzt, mit Neurenaissance- und Neubarock-Zierwerk, um 1900 | D-5-64-000-199 Wikidata                                                       | weitere Bilder |
| Berckhauserstraße 28; Gellertstraße 1; Parkstraße 21; Parkstraße 21 a (Standort) | Mietshausgruppe                                                             | Vier viergeschossige Bauten mit Mansarddächern, Zwerchgiebeln und Giebelgauben, Massivbauten, Erdgeschoss Sandsteinquadermauerwerk, Obergeschosse verputzt, Zeilenecken um ein Geschoss erhöht mit Zeltdach, mit risalitartigen Erkern, um 1900 | D-5-64-000-1491 Wikidata                                                      | weitere Bilder |
| Berckhauserstraße 28; Gellertstraße 1; Parkstraße 21; Parkstraße 21 a (Standort) | Vorgarteneinfriedung                                                        | Sandsteinpfeiler mit Eisengittern, um 1900 | D-5-64-000-1491 Wikidata                                                      | weitere Bilder |
| Berckhauserstraße 30 (Standort)                                                  | Mietshaus                                                                   | Viergeschossiger Traufseitbau mit abgewalmtem Mansarddach, Dacherker mit Spitzhelm und Giebelgauben, weitgehend verputzter Massivbau, Straßenfassade im Erdgeschoss aus Sandsteinquadern, mit Sandsteinerker und Neurenaissance-Dekor, bezeichnet „1900“ | D-5-64-000-201 Wikidata                                                       | weitere Bilder |
| Berckhauserstraße 32 (Standort)                                                  | Mietshaus                                                                   | Viergeschossiger Traufseitbau mit Mansarddach, Zwerchhaus mit Schleppdach und Dachgauben mit Walmdach, Sandsteinquaderbau mit neugotischem Dekor, bezeichnet „1898“ | D-5-64-000-202 Wikidata                                                       | weitere Bilder |
| Gellertstraße 4 (Standort)                                                       | Mietshaus                                                                   | Viergeschossiger Traufseitbau mit Satteldach, Sandsteinquaderbau mit neugotischem Dekor, um 1890 | D-5-64-000-603 Wikidata                                                       | weitere Bilder |
| Gellertstraße 5 (Standort)                                                       | Mietshaus                                                                   | Viergeschossiger Kopfbau mit Mansardwalmdach, Zwerchgiebel und Giebelgauben, zum Teil verputzter Massivbau, Straßenfassade Sandsteinquadermauerwerk mit neugotischem Dekor, um 1890 | D-5-64-000-604 Wikidata                                                       | weitere Bilder |
| Gellertstraße 7 (Standort)                                                       | Mietshaus                                                                   | Viergeschossiger Traufseitbau mit Mansarddach, Zwerchgiebel und Giebelgauben, Massivbau, Straßenfassade Sandsteinquadermauerwerk mit neugotischem Dekor, um 1890 | D-5-64-000-605 Wikidata                                                       | weitere Bilder |
| Goethestraße 21 (Standort)                                                       | Mietshaus                                                                   | Viergeschossiger Kopfbau mit Walmdach und Giebeldacherker, Massivbau, Straßenfassade Sandsteinquadermauerwerk mit zweigeschossigem Erker und Neubarockdekor, um 1900 | D-5-64-000-637 Wikidata                                                       | BW             |
| Goethestraße 23 (Standort)                                                       | Mietshaus                                                                   | Viergeschossiger Traufseitbau mit Satteldach und Giebeldacherker, Massivbau, Straßenfassade Sandsteinquadermauerwerk mit zweigeschossigem Erker und Neubarockdekor, um 1900 | D-5-64-000-638 Wikidata                                                       | weitere Bilder |
| Maxfeldstraße 51 (Standort)                                                      | Mietshaus                                                                   | Viergeschossiger Bau mit abgewalmtem Satteldach und Giebeldacherker, zum Teil verputzter Massivbau aus Sandsteinquadern und Ziegelmauerwerk, Neurenaissance-Dekor, spätes 19. Jahrhundert | D-5-64-000-2326 Wikidata                                                      | weitere Bilder |
| Maxfeldstraße 53 (Standort)                                                      | Wohnhaus mit Laden                                                          | zweigeschossiger, traufseitiger Massivbau mit Satteldach, Zwerchhaus mit Satteldach und Satteldachgauben, bez. 1879, Schaufenster und Haustüre von Baugeschäft C. F. Paul, 1888 | D-5-64-000-4807 Wikidata                                                      | weitere Bilder |
| Maxfeldstraße 53 (Standort)                                                      | Rückgebäude                                                                 | Eingeschossiger Mansard-Pultdachbau mit stehenden Gauben, 1880, verändert 1881, erhöht 1885 | D-5-64-000-4807 Wikidata                                                      | weitere Bilder |
| Neue Hegelstraße 17 (Standort)                                                   | Friedrich-Hegel-Grundschule, mehrteiliger Schulkomplex:Hauptbau             | Dreigeschossiger Massivbau mit flachem Frackdach und verglaster Treppenhalle | D-5-64-000-4865 Wikidata                                                      | weitere Bilder |
| Neue Hegelstraße 17 (Standort)                                                   | Friedrich-Hegel-Grundschule: Pavillonbauten                                 | Acht paarweise angeordnete, eingeschossige Massivbauten mit flachen Frackdächern, verbunden durch offenen Erschließungsgang mit Flachdach | D-5-64-000-4865                                                               | weitere Bilder |
| Neue Hegelstraße 19 (Standort)                                                   | Friedrich-Hegel-Grundschule: zwei Turnhallen                                | Eingeschossige Sichtziegelsteinbauten mit flachen Satteldächern und Lisenengliederung | D-5-64-000-4865                                                               | BW             |
| Neue Hegelstraße 19 (Standort)                                                   | Friedrich-Hegel-Grundschule: Hort                                           | Eingeschossiger Sichtziegelsteinbau mit flachem Frackdach und Eingangsrisalit; Städtisches Hochbauamt, Max Timme und Kleiber, 1959–62 | D-5-64-000-4865                                                               | weitere Bilder |
| Parkstraße 3 (Standort)                                                          | Mietshaus                                                                   | Viergeschossiger Kopfbau mit Mansardwalmdach und Giebeldacherkern, Sandsteinquaderbau mit zweigeschossigem Erker, mit neugotischem Dekor, um 1890 | D-5-64-000-1486 Wikidata                                                      | weitere Bilder |
| Parkstraße 7 (Standort)                                                          | Mietshaus                                                                   | Viergeschossiger zweiflügeliger Kopfbau mit Mansardwalmdach, Zwerchgiebel und Giebeldacherkern, Massivbau aus Sandsteinquadern und Ziegelmauerwerk, mit neugotischem Dekor, um 1890 | D-5-64-000-1487 Wikidata                                                      | weitere Bilder |
| Parkstraße 9; Parkstraße 11 (Standort)                                           | Mietshausgruppe                                                             | Zwei viergeschossige Bauten mit Mansard- bzw. Mansardhalbwalmdach und Schleppgauben, Massivbauten aus Sandsteinquadern und Ziegelmauerwerk, mit neugotischem Dekor, um 1890 | D-5-64-000-1488 Wikidata                                                      | weitere Bilder |
| Parkstraße 9; Parkstraße 11 (Standort)                                           | Vorgarteneinfriedung                                                        | Sandsteinpfeiler mit Eisengittern, um 1890 | D-5-64-000-1488 Wikidata                                                      | weitere Bilder |
| Parkstraße 13 (Standort)                                                         | Mietshaus                                                                   | Viergeschossiger zweiflügeliger Kopfbau mit Walmdach, Zwerchgiebeln und Schleppgauben, hölzerner Eckerker mit Zeltdach, verputzter Massivbau, Straßenfassade im Erdgeschoss Sandsteinquadermauerwerk, zweigeschossiger Sandsteinerker, mit reichem Dekor im Neu-Nürnberger-Stil, um 1900                                                                     | D-5-64-000-1489 Wikidata                                                      | weitere Bilder |
| Parkstraße 13 (Standort)                                                         | Vorgarteneinfriedung                                                        | Sandsteinpfeiler mit Eisengittern, um 1900 | D-5-64-000-1489 Wikidata                                                      | weitere Bilder |
| Parkstraße 18 (Standort)                                                         | Mietshaus                                                                   | Viergeschossiger zweiflügeliger Eckbau mit Walmdach und Schleppgauben, Erdgeschoss Sandsteinquadermauerwerk, Obergeschosse massiv verputzt, mit neubarockem Dekor, um 1900 | D-5-64-000-1490 Wikidata                                                      | weitere Bilder |
| Parkstraße 23 (Standort)                                                         | Mietshaus                                                                   | Viergeschossiger zweiflügeliger Eckbau mit Walmdach, Sandsteinquaderbau mit neugotischem Dekor, um 1890, Dachgauben neu | D-5-64-000-1492 Wikidata                                                      | weitere Bilder |
| Parkstraße 24 (Standort)                                                         | Mietshaus                                                                   | Viergeschossiger zweiflügeliger Kopfbau mit Mansardwalmdach, Schlepp- und Giebeldachgauben, Massivbau, Erdgeschoss und Straßenfassade Sandsteinquadermauerwerk, mit neugotischem Dekor, bezeichnet „1898“ | D-5-64-000-1493 Wikidata                                                      | weitere Bilder |
| Parkstraße 25 (Standort)                                                         | Mietshaus                                                                   | Viergeschossiger Kopfbau mit Walmdach und Giebeldachgauben, Massivbau, Straßenfassade Sandsteinquadermauerwerk, im Übrigen verputzt, mit neugotischem Dekor, um 1890 | D-5-64-000-1494 Wikidata                                                      | weitere Bilder |
| Parkstraße 26 (Standort)                                                         | Mietshaus                                                                   | Viergeschossiger Kopfbau mit Mansardhalbwalmdach, großem Zwerchgiebel und Dacherker mit Spitzhelm, Massivbau aus Sandsteinquadern und Ziegelmauerwerk, dreigeschossiger Sandstein-Erker, mit reichem neugotischem und Neurenaissance-Dekor, um 1890/1900 | D-5-64-000-1495 Wikidata                                                      | weitere Bilder |
| Parkstraße 28 (Standort)                                                         | Mietshaus                                                                   | Viergeschossiger Traufseitbau mit Mansarddach und Giebeldachgauben, Massivbau, Straßenfassade Sandsteinquadermauerwerk mit neubarockem Dekor, um 1900 | D-5-64-000-1496 Wikidata                                                      | weitere Bilder |
| Parkstraße 29 (Standort)                                                         | Mietshaus                                                                   | Viergeschossiger Traufseitbau mit Mansarddach, Zwerchgiebel und Schleppgauben, Massivbau, Straßenfassade Sandsteinquadermauerwerk mit neugotischem Dekor, bezeichnet „1898“ | D-5-64-000-1497 Wikidata                                                      | weitere Bilder |
| Parkstraße 31 (Standort)                                                         | Mietshaus                                                                   | Viergeschossiger Traufseitbau mit Mansarddach, Zwerchgiebel und Schleppgauben, Massivbau, Straßenfassade Sandsteinquadermauerwerk mit neugotischem Dekor, bezeichnet „1898“ | D-5-64-000-1498 Wikidata                                                      | weitere Bilder |
| Pirckheimerstraße 134 (Standort)                                                 | Mietshaus                                                                   | Viergeschossiges zweiflügeliges Eckhaus mit Mansardhalbwalmdach und Giebeldacherkern, zum Teil verputzter Massivbau, Erdgeschoss und Straßenfassade Sandsteinquadermauerwerk, zweigeschossiger Sandsteinerker, viergeschossiger polygonaler Eckerker, reicher Neurenaissancedekor, um 1890                                                                   | D-5-64-000-1560 Wikidata                                                      | weitere Bilder |
| Rollnerstraße 100 (Standort)                                                     | Evangelisch-lutherische Pfarrkirche St. Matthäus                            | Saalbau mit flachem Satteldach und seitlicher Vorhalle, Betonbau mit Ziegelsteinausmauerungen, freistehender Westturm, Betonbau mit Flachwalmdach, 1958–60 nach Planung von Wilhelm Schlegtendal errichtet; künstlerische wandfeste Ausstattung außen und innen Sakristeianbau: eingeschossiger Betonbau mit Ziegelsteinausmauerungen und Flachdach, 1958–60 | D-5-64-000-2486                                                               | weitere Bilder |
| Virchowstraße 19; Virchowstraße 19 a (Standort)                                  | Villa                                                                       | Zweigeschossiger Mansardwalmdachbau mit halbrundem Treppenerker und flankierender Vorhalle, von Albert Mayer, bezeichnet „1922/23“ | D-5-64-000-2797 Wikidata                                                      | weitere Bilder |
| Virchowstraße 19; Virchowstraße 19 a (Standort)                                  | Luftschutzbunker                                                            | Um 1940/43 | D-5-64-000-2797 Wikidata                                                      | BW             |
| Virchowstraße 19; Virchowstraße 19 a (Standort)                                  | Südwestliche Einfriedung mit Froschbrunnen                                  | 1922/23 | D-5-64-000-2797 Wikidata                                                      | BW             |
| Virchowstraße 23 (Standort)                                                      | Villa                                                                       | Stattlicher zweigeschossiger Bau mit Mansardwalmdach, Zwerchgiebel und Schleppgauben, verputzter Massivbau, Portikus mit Balkonbrüstung, Haustür mit Schnitzdekor, bezeichnet „1922/23“, nach Plan von Albert Mayer | D-5-64-000-2029 Wikidata                                                      | weitere Bilder |
| Virchowstraße 25 (Standort)                                                      | Villa                                                                       | stattlicher zweigeschossiger Bau mit Walmdach, Zwerchhäusern und Giebeldachgauben, neuklassizistischer verputzter Massivbau, eingeschossiger Eingangs-Vorbau mit Säulenarchitektur und Balkonbrüstung, bezeichnet „1925“ | D-5-64-000-2030 Wikidata                                                      | weitere Bilder |
| Virchowstraße 27 (Standort)                                                      | Villa                                                                       | Stattlicher dreigeschossiger Bau mit Walmdach, verputzter Massivbau mit expressionistisch beeinflusstem Dekor, Freitreppe und weit ausladendem Vordach, um 1925 | D-5-64-000-2031 Wikidata                                                      | weitere Bilder |